# Centro turístico ejidal Zacatelco
El Centro Turístico Ejidal Zacatelco (oficialmente: Centro Turístico Ejidal «General Domingo Arenas») es un complejo turístico ubicado en el municipio de Zacatelco en el estado mexicano de Tlaxcala. Es uno de los sitios de veraneo más grandes del estado. Fue inaugurado el 27 de abril de 1980 por, el entonces presidente de México, José López Portillo.
Se encuentra a 15 kilómetros de la Ciudad de Tlaxcala, a 23 kilómetros de la Ciudad de Puebla y a 120 kilómetros de la Ciudad de México. En sus cercanías se localizan las zonas arqueológicas de Cacaxtla y Xochitécatl, así como el Parque nacional La Malinche.

## Historia
El Centro Turístico Ejidal Zacatelco abrió sus puertas el 27 de abril de 1980, bajo el gobierno municipal de Aurelio Flores, y administrado por el presidente del Comisariado Ejidal, Pilar Flores.
En la ceremonia de inauguración asistió el entonces presidente de México, José López Portillo, Antonio Toledo Corro, secretario de la Reforma Agraria y Emilio Sánchez Piedras, gobernador del Estado de Tlaxcala.
En 2017, fue sede de la Primera Muestra Gastronómica y Artesanal de Zacatelco, como conmemoración del centenario luctuoso del general Domingo Arenas. A causa de los terremotos de Puebla y Chiapas en septiembre de 2017, el centro histórico de Zacatelco sufrió afectaciones que impidieron realizar la Feria de Zacatelco en ese lugar. En 2018, el centro turístico fue utilizado como recinto ferial para albergar dicha feria por sufrir daños casi nulos.

## Atracciones
Entre las instalaciones del complejo se encuentran 2 piscinas, un chapoteadero, un restaurante, una refresquería, baños, vestidores, estacionamiento, áreas verdes y jardines, palapas, asadores, y zonas de acampar.
Además de eso, cuenta con canchas de fútbol, baloncesto, voleibol, tenis, y frontenis. Tiene una capacidad de 3000 personas, con un espacio de ocho hectáreas.